# Pistoxenos-Maler

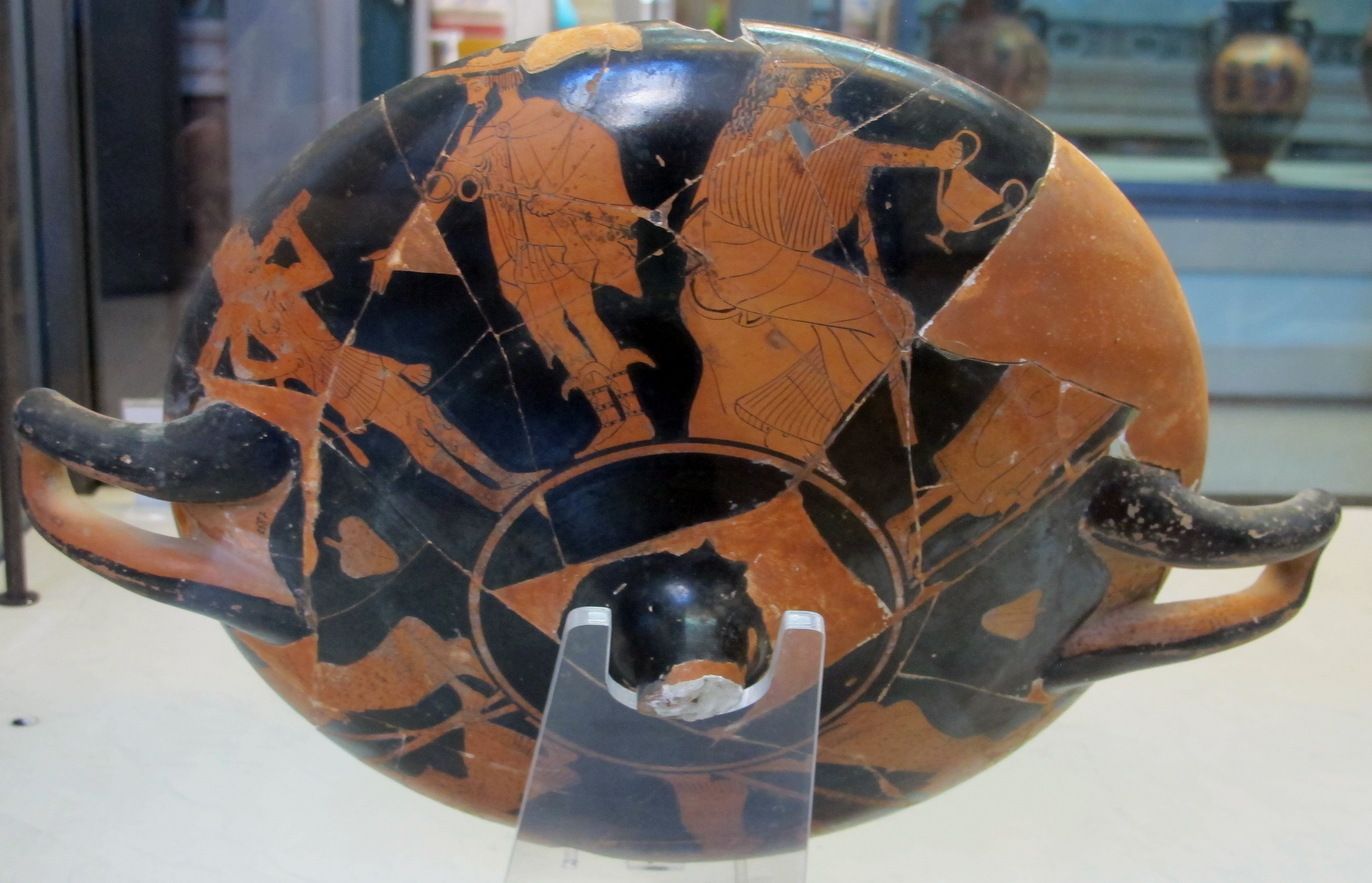
Rotfigurige Schale. Orvieto, Museo Claudio Faina

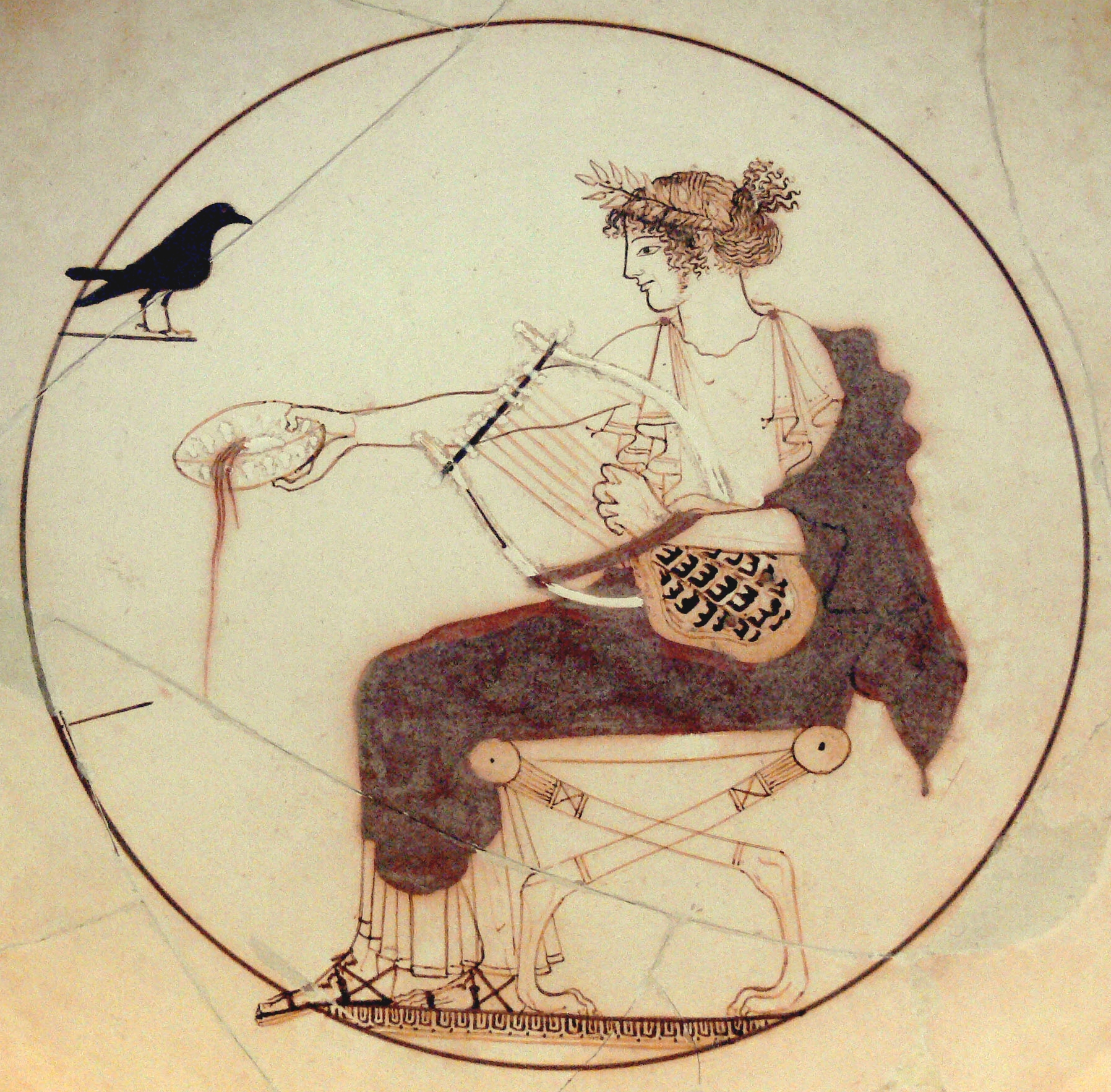
Apollo und sein Rabe, weißgrundige Schale, Delphi, Museum 8140

Der als Pistoxenos-Maler bezeichnete griechische Vasenmaler der Frühklassik war ein bedeutender attischer Vasenmaler des rotfigurigen Stils. Sein Schaffen lässt sich in die Zeit von 480 bis 460 v. Chr. datieren.
Er erhielt seinen Notnamen nach einem von ihm bemalten und vom Töpfer Pistoxenos signierten, heute in Schwerin aufbewahrten Skyphos, der den Musikunterricht des Iphikles bei Linos und Herakles mit seiner thrakischen, tätowierten Dienerin Geropso zeigt. Er begann seine Ausbildung beim Antiphon-Maler in der Werkstatt des Euphronios. Hier spezialisierte er sich auf Schalen, die er in rotfigurigem Stil bemalte. Hinzu kommen einige weißgrundige Schalen, die zu seinen besten Werken gehören.
Wichtigste Motive seiner Arbeit sind Pferde, Krieger und Thiasos-Bilder. Er setzt als einer der ersten Maler die neue Vierfarbentechnik ein, die durch Firnis, Deckfarben und zum Teil Vergoldungen gekennzeichnet war. Diese Malerei erinnert oftmals an Monumentalmalerei. In seinen späteren Werken verzichtete der Künstler sogar auf die Verwendung der Relieflinie. Es ist auch eine gewisse Nähe zum Penthesilea-Maler zu erkennen. Kalos-Namen beim Pistoxenos-Maler sind Lysis, Glaukon und Megakles.